# WWE Universal Championship
El WWE Universal Championship (Campionat Universal de la WWE, en català), és un campionat mundial de lluita lliure professional creat i utilitzat per la companyia nord-americana WWE, en la seva marca RAW. El campionat va ser creat el 25 de juliol de 2016 i va ser presentat en l'esdeveniment SummerSlam pel Gerent General i la Comissionada de Raw, Mick Foley i Stephanie McMahon respectivament. El campió actual és Brock Lesnar, qui es troba en el seu primer regnat.
És un dels dos campionats mundials vigents dins de la companyia, juntament amb el Campionat de la WWE (que pertany a la marca SmackDown Live), a més de ser un dels cinc nous campionats que l'empresa va crear el 2016. Els combats pel campionat solen ser regulars tant en els shows setmanals com en els esdeveniments pagament per visió (PPV).
El campionat és una rèplica del Campionat Mundial de la WWE, encara que la seva corretja és completament de color vermell, així com el fons del centre de la corretja, el qual acoloreix el fons del logo oficial de la WWE, aquest color representa al campionat com a exclusiu de la marca Raw. El nom del campionat «Universal» es pot entendre com l'elogi als fanàtics, als quals se'ls denomina com «WWE Universe».

## Història
A causa de la reintroducció de la divisió de marques, el 19 de juliol de 2016 a SmackDown Live es va realitzar una nova edició del WWE Draft, la qual va enviar al Campió de la WWE Dean Ambrose al planter de la marca SmackDown Live. A Battleground el 24 de juliol, Ambrose va retenir de manera reeixida el campionat davant de dos membres de la marca Raw, Seth Rollins i Roman Reigns. Quan Ambrose va retenir el Campionat, Raw es va quedar sense un campionat Mundial. La nit següent a Raw, el comissionat de la marca, Stephanie McMahon, i el gerent general, Mick Foley, van crear el WWE Universal Championship (campionat Universal de la WWE) per ser el campionat màxim de Raw.
El campió original va ser coronat en SummerSlam el 21 d'agost de 2016, en un combat individual; Seth Rollins es va classificar immediatament per ser el primer seleccionat de la marca al draft i no haver rebut el pinfall en Battleground, mentre que el seu oponent es va determinar després de l'enfrontament entre els guanyadors de dues Fatal Four-Way realitzades en Raw. Finn balor va guanyar la primera Fatal Four-Way després de derrotar a Cesaro, Kevin Owens i Rusev, mentre que Roman Reigns va guanyar la segona després de derrotar a Chris Jericho, Sami Zayn i Sheamus. Balor va derrotar posteriorment a Reigns, classificant com a rival de Rollins per SummerSlam.5 En aquest esdeveniment, balor va derrotar a Rollins i es va convertir en el primer campió en la història, sent a més el primer lluitador de la WWE a obtenir un campionat mundial en la seva debut en un esdeveniment pagui-per-veure (PPV), a més de guanyar-ho en menys d'un mes des del seu debut el planter principal.
Durant el combat entre Balor i Rollins, la rèplica del campionat va rebre una reacció fortament negativa per part dels fanàtics, tant en viu com a través d'internet.7 Adam Silverstein de CBS Sports la va cridar «lletja», mentre que Jason Powell de pro Wrestling Dot Net es va referir al mateix com «el títol que ningú vol» .8 9 el New England Sports Network va dir que la reacció del públic en SummerSlam va transformar un moment que va haver de ser «destacat per la companyia», en una « experiència incòmoda ». No obstant això, durant els dies posteriors, tant Seth Rollins com Mick Foley van sortir en defensa de la rèplica del campionat, assenyalant que la importància d'un campionat es construeix amb base en el treball dels lluitadors i no amb base en l'aparença del cinturó.
Un dia després de SummerSlam, Finn Balor va haver de declarar vacant el campionat a causa d'una lesió soferta durant el combat. La següent setmana en Raw, Kevin Owens va derrotar a Roman Reigns, Seth Rollins i Big Cass en un Fatal Four-Way Elimination match, convertint-se en campió. A causa d'això, la primera defensa en la història del campionat es va dur a terme el 25 de setembre de 2016 a Clash of Champions, on Kevin Owens va derrotar a Seth Rollins.

## Campions

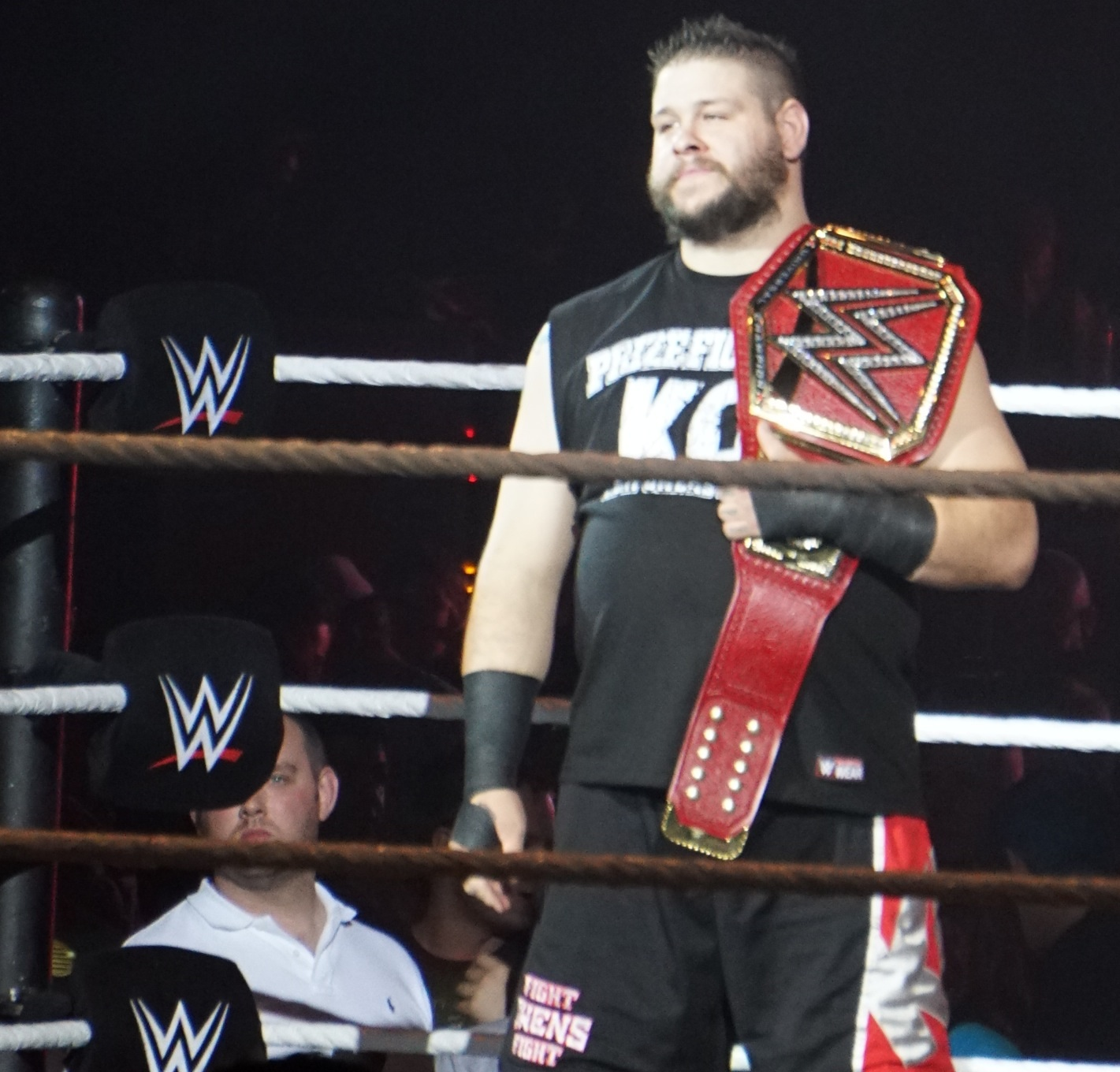

### Llista de campions
| Nº | Lluitador    | Nº | Esdeveniment    |
| -- | ------------ | -- | --------------- |
| 1  | Finn Balor   | 1  | SummerSlam      |
| 2  | vacant       | -  | Raw             |
| 3  | Kevin Owens  | 1  | Raw             |
| 4  | Goldberg     | 1  | Fastlane        |
| 5  | Brock Lesnar | 1  | Wrestlemanie 33 |

### Total de dies amb el títol
| Nº | Luitador     | Total dies |
| -- | ------------ | ---------- |
| 1  | Brock Lesnar | +329       |
| 2  | Kevin Owens  | 188        |
| 3  | Goldberg     | 28         |
| 4  | Finn Balor   | 1          |